# Jiraiya (Naruto)
Jiraiya (自来也?) este un personaj din seria anime și manga Naruto creat de Masashi Kishimoto. Jiraiya este unul din legendarii Sannini împreună cu Orochimaru și Tsunade.

## Biografie
Când era copil Jiraiya a fost parte din aceiași echipă cu Orochimaru și Tsunade, fiind un student al celui de-al treilea Hokage. Jiraiya și colegii lui de echipă au trebuit să lupte cu Hanzo în urma unui război. Impresionat de aptitudinile lor, Hanzo i-a numit pe Jiraiya, Orochimaru și Tsunade "Sannini".
După ce a devenit Jonin de elită Jiraiya a devenit sensei a lui Minato Namizake și a încă doi Genini. Câțiva ani mai târziu când Orochimaru a trădat Satul Ascuns între Frunze și a fugit din sat, Jiraiya l-a urmărit sperând să-l poată convinge pe vechiul său prieten să se întoarcă, dar Orochimaru a refuzat si l-a atacat  pe Jiraiya. Acesta s-a simțit vinovat pentru fuga lui Orochimaru.
Când Naruto și echipa lui luau parte la Examenul Chunin, Orochimaru a atacat Satul Ascuns între Frunze. Al treilea Hokage l-a învins pe Orochimaru folosind jutsuul secret al celui de-al patrulea Hokage numit „Fantoma Ucigașă”. Dar cu jutsuul celui de-al patrulea Hokage, al treilea Hokage a murit reușind să îi imobilizeze mâinile lui Orochimaru, acesta nemaiputând să facă niciun jutsu. Folosind acest jutsu, al patrulea Hokage a învins Vulpea cu Nouă Cozi.

## Jutsu
- Bariera: Formația metoda domului
- Bariera: Închisoarea din tărtăcuța broaștei
- Genjutsu: Foșnetul confruntării broaștei
- Desfacerea sigiliului cu 5 peceți
- Rasengan
- Tehnica de convocare
- Protectorul din ace
- Stilul foc: Mingea de foc
- Stilul Pământ: Mlaștina lumii de jos
- Tehnica umbrelor clonate
- Convocare: Fâșia gurii broaștei
- Convocare: Tehnica dughenii broaștei
- Arta eremită: Bomba de ulei
- Arta eremită: Barajul părului din ace
- Genjutsu Kaneshibari
- Senjutsu
- Stilul eremit
- Tehnica barierei
- Proiectilele uleiului broaștei
- Tehnica coamei leului sălbatic
- Rasengan masiv